# Toño Hernández
Antonio Manuel Hernández Hernández (Las Palmas de Gran Canaria, España, 14 de agosto de 1962) es un exfutbolista español que se desempeñaba como defensa.
Es el jugador con más partidos  oficiales disputados en la historia del  Club Deportivo Tenerife, con 387 partidos entre Segunda B, Segunda, Primera, Copa del Rey y Copa de la UEFA. Tras su retirada en el Granada C. F. se incorporó a la estructura deportiva del Tenerife habiendo pasado por casi todos los cargos posibles, tanto en la base, como en la dirección deportiva, delegado de campo del primer equipo, entrenador ayudante y entrenador interino.

## Clubes
| Club           | País   | Año     |
| -------------- | ------ | ------- |
| C. D. Tenerife | España | 1983-95 |
| Granada C. F.  | España | 1995-96 |